# Роберто Карлос
Робе́рто Ка́рлос да Сі́лва Ро́ша (порт. Roberto Carlos da Silva Rocha; нар. 10 квітня 1973, Гарса, Сан-Паулу) — бразильський футболіст, лівий захисник. Чемпіон світу 2002 року, срібний призер Чемпіонату світу 1998 року. Входить до списку ФІФА 100. Один із 19 гравців, які зіграли більше 100 матчів у Лізі чемпіонів.

Відомий своїми швидкісними даними (100 метрів Роберто Карлос пробігав менш, ніж за 11 секунд) і дуже сильними дальніми ударами, якими забив чимало голів, зокрема зі штрафних. В 1997 році посів друге місце за результатами голосування з визначення гравця року ФІФА, поступившись співвітчизнику Роналду. Довгий час йому належав світовий рекорд за швидкістю польоту м'яча після удару — 198 км/год; цей рекорд побив німецький футболіст Лукас Подольскі під час ЧС в ПАР у 2010 році (201 км/год). Штрафні Роберто Карлос виконує зовнішньою стороною стопи, внаслідок чого траєкторія польоту м'яча завжди непередбачувана.
Я відпрацьовую ці удари кожного дня і вважаю, що успіх приходить в результаті постійних тренувань.

## Дитинство
Роберто Карлос народився 10 квітня 1973 року в Гарсі на фермі Сан-Жозе, де вирощували каву, у бідній сім'ї. За словами Роберто, більшість бразильців, які досягли чогось у футболі, виросли в бідних сім'ях. Малюка назвали Роберто Карлосом на честь співака Роберто Карлоса Браги, творчість якого дуже любив батько майбутнього футболіста. У Роберто Карлоса три сестри. Він був єдиним спадкоємцем батька по чоловічій лінії. У 3 роки він почав грати у футбол, а вже у вісім став виступати разом із дорослими в аматорській команді, якою керував його батько.
В 1981 році родина переїхала до Кордейрополіса. Там Роберто пішов до школи; за словами його вчительки, він «був дуже хорошим хлопчиком, дружив з усіма, був лідером колективу».
Після закінчення школи, у 12 років, Карлос влаштувався працювати на місцевому текстильному заводі й одночасно грав за команду цього підприємства «Атлетико Жувентус». У цьому режимі Роберто прожив близько двох з половиною років.
У червні 1987 року на одному з матчів заводської команди був присутній Адаїлтон Ладейра, скаут клубу «Уніан Сан-Жуан», який за деякий час домовився з керівництвом підприємства і батьками хлопця, щоб пройти перегляд. В 1988 році він пройшов перегляд у клубі «Уніан Сан-Жуан», де й розпочав кар'єру професійного футболіста.

## Клубна кар'єра

### «Уніан Сан-Жуан»
В «Уніані» Роберто Карлос провів чотири сезони. З 1990 року його викликали до молодіжної збірної Бразилії до 20 років. В 1991 році Роберто дебютує в основному складі клубу, з 1992 року стає гравцем стартового складу «Уніана».
В 1992 році Роберто Карлос міг перейти в «Атлетіко Мінейро» і навіть зіграв за команду три товариські матчі під час турне по Європі. Але контракт з ним не підписали, і Роберто повернувся в «Уніан».

### «Палмейрас»
У січні 1993 року Роберто Карлос перейшов до «Палмейраса», який заплатив за трансфер гравця 500 тис. доларів США. Там Роббі швидко став гравцем основного складу, вигравши з клубом два чемпіонати Бразилії і два чемпіонати штату Сан-Паулу.

### «Інтер»
У 1995 році Роберто Карлоса запросив до англійського «Мідлсбро» Браян Робсон, однак перехід не відбувся.
У липні 1995 року він перейшов до «Інтера», який заплатив за трансфер бразильця 3,5 млн євро. Дебютував у складі «Інтера» 27 серпня 1995 року в матчі чемпіонату Італії з «Віченцою», який «нерадзуррі» виграли з рахунком 1:0. Головний тренер команди Рой Ходжсон використовував його на позиції лівого півзахисника. Загалом у складі клубу він зіграв 34 матчі і забив 7 м'ячів (30 матчів — 5 голів у чемпіонаті Італії, 2 матчі — 1 гол у Кубку УЄФА і 2 матчі — 1 гол у Кубку Італії). Останній матч за клуб провів 12 травня 1996 року проти «Роми», у якому «Інтер» поступився 0:1.

### «Реал Мадрид»
У липні 1996 року Роберто Карлоса за 6 млн євро придбав іспанський клуб «Реал Мадрид». Підписати Роберто Карлоса дуже хотів головний тренер команди Фабіо Капелло, який переконав у необхідності придбання захисника президента клубу Лоренсо Санса. Уже в третьому матчі за «Реал» Роберто забив гол, вразивши ворота «Бетіса». За перший рік він провів у клубі 42 матчі і забив 5 голів, допомігши команді виграти чемпіонат Іспанії. За рік Роберто виграв із командою Лігу чемпіонів. У 2000 році Роберто Карлос повторив свій успіх із «Реалом», знову вигравши титул кращої команди Європи.
У 2003 році пішли чутки про перехід Роберто Карлоса в «Челсі» або повернення в «Інтер», однак це були лише чутки, і він підписав новий контракт з «Реалом». 9 березня 2007 року Роберто Карлос заявив про те, що залишає мадридський клуб. Загалом за «вершкових» 584 матчі і забив 71 гол, з яких 370 матчів і 47 голів у чемпіонаті Іспанії, що на той час було рекордом «Реалу» для гравців-іноземців.

### «Фенербахче»
19 червня 2007 року Роберто Карлос підписав дворічний контракт із клубом «Фенербахче». Дебютував у складі команди в матчі Суперкубка Туреччини проти «Бешикташа», у якому «Фенер» переміг 2:1.
25 серпня 2007 року Роберто Карлос забив перший м'яч за «Фенербахче», вразивши ворота «Сівасспора» ударом головою. Для Роберто цей м'яч став лише 3-м у кар'єрі, який він забив головою.
У кінці сезону Карлос отримав травму і тому закінчення сезону, у якому його клуб боровся за золоті медалі чемпіонату з «Галатасараєм», пропустив. У результаті команда зайняла лише 2-ге місце.
21 січня 2009 року Роберто Карлос продовжив контракт із «Фенербахче» на рік. 7 жовтня 2009 року він заявив, що залишить «Фенербахче» по завершенні його контракту в грудні.
Останній матч за «Фенербахче» Роберто Карлос провів 17 грудня 2009 року в Лізі Європи проти молдавського «Шерифа».

### «Коринтіанс»
2 грудня 2009 року Роберто Карлос підписав дворічний контракт із «Корінтіансом». 5 січня 2010 року відбулася презентація Роберто Карлоса як гравця клубу, на ній він сказав:
|  | Я перейшов у „Корінтіанс“ , щоб виграти Кубок Лібертадорес — трофей, якого у мене ще немає. У цій команді я маю намір завершити свою кар'єру. Роналдо сказав мені, що „Корінтіанс“ стане моїм будинком. А Роналдо мені не просто добрий друг, він для мене наче рідний брат. З ним я провів більше часу, ніж зі своєю родиною. |

Дебютував у складі клубу в матчі чемпіонату штату Сан-Паулу з «Брагантіно», в якому «Тімао» перемогли 2:1. У «Корінтіансі» Роберто Карлос почав виступи невдало: у 8 матчах він двічі був вилучений з поля, включаючи матч із «Палмейрасом», де Роберто провів на полі лише 9 хвилин.
14 березня Роберто Карлос забив перший гол за нову команду, вразивши ворота «Санту-Андре» і принісши перемогу своїй команді з рахунком 2:1.
28 березня Роберто Карлос вразив ворота «Сан-Паулу», забивши м'яч ударом зі штрафного з 40 метрів.
У червні 2010 року послугами 37-річного Роберто Карлоса зацікавилася італійська «Рома», проте контракт з футболістом підписаний не був — Роберто Карлос не захотів покидати «Корінтіанс»:
|  | Зі мною зв'язувалися представники „Роми“. Цей клуб дійсно цікавиться мною. Однак я поки не збираюся покидати „Корінтіанс.“ |

16 січня 2011 року в домашньому матчі чемпіонату Пауліста проти «Португези» забив гол прострілом із кутового, закрутивши м'яч у дальній кут воріт.
12 лютого 2011 року Роберто Карлос розірвав контракт із «Корінтіансом» через погрози вболівальників команди, які стали надходити після вильоту команди з Кубка Лібертадорес:

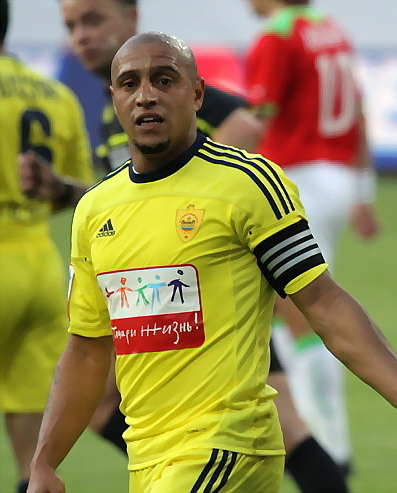
Роберто Карлос у складі «Анжі»

|  | Першопричиною мого від'їзду з Бразилії стало насильство. У Бразилії я був змушений прогулюватися під наглядом великої кількості охоронців. Фанати намагалися напасти на мене. Я хотів залишити це позаду. |

### «Анжі»
16 лютого 2011 року на офіційному сайті російського клубу «Анжі» з'явилася інформація про підписання контракту з футболістом терміном на 2,5 роки. Цей трансфер зробив Роберто Карлоса найвисокооплачуваним гравцем російського чемпіонату. Його дебют за махачкалинський клуб відбувся 1 березня 2011 року в кубковому матчі проти «Зеніта», на який Карлос вийшов в основному складі на позиції лівого захисника. 8 березня Роберто Карлоса був обраний капітаном команди.
25 квітня Роберто Карлос відкрив рахунок своїм голам за «Анжі», забивши з пенальті у ворота московського «Динамо». 1 травня забив свій другий гол за «Анжі», забивши переможний гол з пенальті у ворота «Ростова». 10 червня забив свій третій гол за клуб, відзначившись точним ударом зі штрафного у ворота нальчицького «Спартака». 17 липня у матчі 1/16 фіналу Кубка Росії проти «Волги» Роберто Карлос забив свій четвертий гол за «Анжі». Цей м'яч став для нього першим голом за команду з гри. 11 вересня Роберто забив «Волзі» з Нижнього Новгорода ударом зі штрафного.
У ході чемпіонату Росії 2011/12 Роберто Карлосу один раз показали з трибуни банан, а в іншому матчі хтось кинув банан на полі поруч із ним. У ЗМІ це було оцінено як образливі, імовірно расистські провокації з боку фанатів (у Санкт-Петербурзі та Самарі). Після другого епізоду бразилець був дуже засмучений і навіть залишив поле. Колишній віце-президент і член виконкому РФС, перший заступник голови комітету Держдуми з промисловості, співголова і засновник ПП «Російський футбольний Форум» Валерій Драганов сказав з цього приводу:
|  | Черговий дурний за формою і за змістом вчинок мерзотника з трибуни, кинув банан в бік великого гравця XXI століття, мабуть, не залишає сумнівів, що проблема не в неприборканості футбольних фанатів. Час вже визнати, що подібні витівки є продовженням атмосфери, що панує за межами стадіону, і мають той же задум і ту ж мету, яку переслідують націоналісти, нападники на вулицях наших міст на людей з іншим кольором шкіри, які проживають, навчаються або працюють в нашій країні |

Спортивний оглядач «Літературної газети» Валерій Бурт:
|  | Бразилець ридає, його команда стогне, громадськість волає. Майже сорокарічний мужик веде себе як красна дівиця: „Все, збираю манатки і геть з Росії!“. Але йому б не сльози лити, а взяти той злощасний банан і прилюдно, з посмішкою — з'їсти! Й історії цієї кінець. А так епілогу не видно. Хто взагалі придумав, що банан — це страшна образа? І чому ця абсурдна версія в Росії прижилася і розцвіла?... |

## Виступи за збірну Бразилії
22 лютого 1992 року Роберто Карлос дебютував у складі збірної Бразилії в товариському матчі зі збірною США, у якому «пентакампеони» перемогли 3:0.
3 червня 1997 року Роберто Карлос забив гол зі штрафного у ворота збірної Франції на «Турнуа де Франс». Цей м'яч був визнаний CNN найкращим голом року. Удар був виконаний з 35 метрів зовнішньою стороною лівої ноги в правий кут.
Роберто Карлос відіграв у всіх матчах збірної на Чемпіонатах світу 1998 і 2002 років, був невід'ємною частиною команди, яка здобула спочатку срібні, а потім і золоті медалі чемпіонів світу. За результатами ЧС-2002 був включений до команди всіх зірок чемпіонату.
Після матчу чемпіонату світу 2002, у якому Бразилія зустрічалася з Парагваєм, Роберто Карлос назвав гравців суперника «брудними індіанцями», за що отримав плювок від Хосе Луїса Чилаверта.
Після програного бразильцями французам чвертьфіналу чемпіонату світу в 2006 році Роберто заявив, що залишає національну збірну. Загалом за кар'єру в національній команді він зіграв 125 матчів і забив 11 м'ячів.
10 квітня 2010 року, напередодні свого дня народження, Роберто Карлос виявив бажання повернутися в збірну, щоб допомогти їй досягти успіху на ЧС-2010 у ПАР:
|  | Дякую пресі за те, що вона так високо оцінює мою гру. Тим не менш, остаточне рішення про склад збірної на ЧС-2010 залишиться тільки за Дунгою. Сам я знаю, що перебуваю у відмінній формі. На моїй позиції в складі національної команди можуть зіграти Мічел, Жилберто, Марсело і Андре Сантос, і нехай мені вже 37, я думаю, що величезний досвід може дати мені певну перевагу. Я знову впевнений у собі і думаю, що здатний принести користь Бразилії на чемпіонаті світу. |

Але, попри бажання, Роберто не опинився у заявці збірної Бразилії на мундіаль.
Улітку 2010 року, після чемпіонату світу, 37-річний Роберто Карлос висловив намір продовжити кар'єру футболіста ще чотири роки, а також надію на те, що новий головний тренер збірної Бразилії Ману Менезес візьме його на ЧС-2014, фінальний турнір якого пройшов у Бразилії. На той момент бразильцю був вже 41 рік. До складу збірної Карлос не потрапив. Після переходу в «Анжі» на першій прес-конференції в ролі гравця клубу бразилець заявив, що залишив спроби повернутися в збірну Бразилії, пояснивши своє рішення тим, що хоче дати шанс молодим гравцям.

## Тренер

### «Анжі»
З 29 вересня 2011 Роберто Карлос був тимчасовим помічником виконуючого обов'язки головного тренера команди Андрія Гордєєва. Незабаром агент Роберто повідомив, що його клієнт планує продовжити ігрову кар'єру до 2014 року:
|  | Роберто погодився допомогти Гордєєву, але це не означає, що він скоро закінчить ігрову кар'єру і розпочне тренерську. Це тимчасова роль, він буде свого роду наставником для всіх гравців. Сулейман Керімов бачить значимість того, чого домігся Карлос за кар'єру. Ініціативу власника підтримали всі футболісти, в тому числі і Ето'о. Роберто — лідер на полі, він буде доглядати за іншими гравцями. „Анжі“ запропонував йому продовжити контракт на один рік, і вже на наступному тижні угода має бути підписана. Мій підопічний не хоче завершувати кар'єру раніше 2014 року. |

5 березня 2012 року, по ходу заключного етапу чемпіонату Росії, був відкликаний зі списку гравців. Через тиждень він зайняв позицію директора команди, а 1 серпня на офіційній прес-конференції Роберто Карлос оголосив про завершення кар'єри гравця. По закінченні сезону 2012/13 Роберто вирішив покинути махачкалинську команду, яка вперше посіла призове (третє) місце в чемпіонаті.

### «Сівасспор»
Влітку 2013 став тренером турецького «Сівасспора», підписавши контракт за системою 1+1. За часів бразильця «Сівасспор» зайняв 5-те місце в Суперлізі. Але сезон 2014/15 почав незадовільно, здобув у першому колі (14 матчів) лише 2 перемоги і займав передостаннє місце в турнірній таблиці, тому 21 грудня 2014 Роберто Карлос покинув турецьку команду.

### «Акхісар Беледієспор»
2 січня 2015 року очолив турецький «Акхісар Беледієспор», з яким не досяг значних успіхів.

### «Аль-Арабі»
Завершивши свій сезон у Туреччині, Роберто Карлос мав підписати контракт з «Аль-Арабі», який виступав у вищому дивізіоні Катара — Лізі зірок, але через зрив переговорів він не приєднався до катарського клубу.

### «Делі Дайнамос»
5 липня 2015 року очолив індійський «Делі Дайнамос», підписавши контракт до завершення сезону 2015. Також, під час тренерської діяльності, зіграв за команду 2 матчі у чемпіонаті Індії, в якому його команда зайняла 4-те місце та вийшла в плей-офф за чемпіонство, у якому в 1/2 фіналу у двохматчовому протистоянні поступилася ФК «Гоа» за рахунком 1:3 (попри те, що перший матч «Делі» виграв 1:0).
По завершенні сезону було оголошено про те, що Роберто Карлос не буде працювати з командою у наступному році.

## Медіа
Роберто Карлос знявся в рекламі американської спортивної компанії Nike. У 1998 році він знявся в комерційному наборі Nike у підготовці до чемпіонату світу 1998 року разом із низкою зірок збірної Бразилії, включаючи Роналдо і Ромаріу.
У 2002 році знявся у рекламній кампанії до чемпіонату світу 2002 разом із Тьєррі Анрі, Франческо Тотті, Роналдінью, Луїшем Фігу і японцем Хідетоші Наката.
Роберто Карлос також знявся в рекламі Pepsi, в тому числі в рекламі чемпіонату світу з футболу 2002 року, де він знімався разом із Девідом Бекхемом, Раулем і Джанлуїджі Буффоном.
Роберто Карлос представлений у серії відеоігор FIFA від EA Sports і був обраний, щоб з'явитися на обкладинці FIFA Football 2003 разом з гравцем «Манчестер Юнайтед» Раяном Гіггзом і півзахисником «Ювентуса» Едгаром Давідсом. Роберто був офіційним обличчям Ultimate Team Legends в FIFA 15.
У 2015 році компанія відеоігор Konami оголосила, що Роберто Карлос з'явиться у футбольній відеогрі Pro Evolution Soccer 2016.
У 2016 році Роберто Карлос запустив програмне забезпечення під назвою Ginga Scout, яке з'єднує гравців із тренерами по всьому світу.
У квітні 2018 року Карлос був оголошений послом Марокко, як кандидата на проведення чемпіонату світу з футболу 2026 року.

## Особисте життя
Під час виступу за різні клуби Роберто Карлос користувався великою повагою вболівальників, включаючи навіть шанувальників протиборчих команд, що є рідкістю. Під час періоду гри за «Реал» він міг спокійно підійти і поспілкуватися з фанатами команди на нефутбольні теми.
Роберто Карлос був кілька разів одружений. У нього 9 дітей: Роберта, Джована, Роберто Карлос Жуніор (всі від першої дружини — Алешандри), Едуардо, Ребека, Крістофер, Цибулі, Мануела і Марина.
12 жовтня 2017 року Роберто Карлос у 44 роки вперше став дідусем: Джованна, друга дочка бразильця, народила сина Педро.
Роберто Карлос займається благодійною діяльністю:
|  | Коли я бачу, як щасливі мої дочки, я згадую власне безрадісне дитинство. Мені постійно потрібно щось робити для нужденних дітей. |

Карлос побудував у Бразилії кілька футбольних шкіл, де молоді гравці можуть навчатися гри безкоштовно.
У 2004 році Роберто Карлос разом з іншим відомим футболістом Кларенсом Зедорфом були співвласниками гоночної команди «Seedorf Racing», яка виступала у чемпіонаті світу з шосейно-кільцевих мотоперегонів MotoGP.
У Роберто Карлоса є власна лінія дизайнерського одягу під назвою «RC3», яку він презентував у лютому 2010 року.
2 квітня 2011 року відбулася зустріч гравців та тренерського штабу «Анжі» з президентом Дагестану Магомедсаламом Магомедовим, яка пройшла в ресторанному комплексі котеджного селища «Джамі». На зустрічі Магомедов подарував Роберто Карлосу срібний кинджал роботи кубачинских майстрів.
12 квітня 2011 року в готелі «Метрополь» пройшло святкування дня народження Роберто Карлоса. На цьому заході власник «Анжі» Сулейман Керімов подарував імениннику спорткар Bugatti Veyron.
26 квітня 2011 року пройшла прес-конференція, присвячена підписанню угоди між «Анжи» і благодійним фондом «Подаруй життя!». На цій конференції Роберто Карлос оголосив, що передаватиме у фонд певний відсоток від своїх преміальних, а також частину заробітної плати. За його словами, він робив так само, коли грав за «Реал» і «Фенербахче».
Крім того, Роберто Карлос вже 12 років провадить благодійну програму в Бразилії. В одній із державних лікарень Сан-Паулу ціле крило займають щойно народжені діти, які мають серйозні проблеми зі здоров'ям. Для їх лікування футболіст закуповує сучасне обладнання у США.
29 квітня 2011 року Роберто Карлос, який брав участь раніше в декількох бразильських телешоу, знявся у програмі «Прожекторперісхілтон», яка вийшла в ефір 30 квітня.

## Досягнення
Командні досягнення
 Палмейрас
- Чемпіон Бразилії: 1993, 1994
- Переможець турніру Ріо-Сан-Паулу: 1993
- Чемпіон штату Сан-Паулу: 1993, 1994

 Реал Мадрид
- Чемпіон Іспанії: 1997, 2001, 2003, 2007
- Володар Суперкубка Іспанії: 1997, 2001, 2003
- Переможець Ліги чемпіонів: 1998, 2000, 2002
- Володар Суперкубка Європи: 2002
- Володар Міжконтинентального кубка: 1998, 2002

 Фенербахче
- Володар Суперкубка Туреччини: 2007, 2009
- Срібний призер чемпіонату Туреччини: 2008
- Фіналіст Кубка Туреччини: 2009

 Збірна Бразилії
- Чемпіон світу: 2002
- Володар Кубка Америки: 1997, 1999
- Срібний призер чемпіонату світу: 1998
- Бронзовий призер Олімпійських ігор: 1996
- Срібний призер Кубка Америки: 1995
- Переможець Кубка конфедерацій: 1997

Особисті досягнення
- Найкращий захисник Європи за версією УЄФА: 2001/02, 2002/03
- Другий футболіст Європи за версією «France Football»: 2002
- Другий футболіст світу за версією ФІФА: 1997
- Володар трофею Golden foot: 2008[53]
- Включений до списку ФІФА 100

## Виноски
1. ↑  Transfermarkt.de — 2000.
2. ↑  Чеська національна авторитетна база даних
3. ↑  BDFA
4. ↑  Ґіґґз обійшов Роберто Карлоса за кількістю ігор у Лізі чемпіонів [Архівовано 2013-12-05 у Wayback Machine.] (рос.)
5. ↑  Стаття на peoples.ru (рос.)
6. ↑  На свадьбе знаменитого бразильского футболиста Роберто Карлоса присутствовало более 600 гостей. Архів оригіналу за 25 лютого 2011. Процитовано 20 березня 2011.
7. 1 2  Ефім Шаінскій (3 липня 2010). Німецький інтернаціонал (російською) . Спорт-Экспресс. Архів оригіналу за 16 лютого 2012. Процитовано 4 липня 2010. (рос.)
8. 1 2  Бразильська «гармата» повернеться на батьківщину?[недоступне посилання з червня 2019] (рос.)
9. 1 2 3 4  Roberto Carlos — King Of The World
10. ↑  Roberto Carlos - King Of The World. www.angelfire.com. Процитовано 31 травня 2018.
11. 1 2  Roberto Carlos volta ao Brasil e estreia no Corinthians
12. 1 2 3  Nome de cantor, futebol de craque — Roberto Carlos da Silva
13. 1 2 3  Roberto Carlos: o reinado começou cedo. Архів оригіналу за 7 липня 2010. Процитовано 20 березня 2011.
14. ↑  No Corinthians, Roberto Carlos reencontra «descobridor»
15. ↑  Профіль на galodigital.com.br. Архів оригіналу за 17 серпня 2009. Процитовано 20 березня 2011.
16. 1 2 3  Профіль на transfermarkt. Архів оригіналу за 14 березня 2010. Процитовано 20 березня 2011.
17. 1 2 3  Профіль на inter.it. Архів оригіналу за 12 березня 2012. Процитовано 20 березня 2011.
18. 1 2 3  Великий однолюб
19. ↑  Roberto Carlos, Real Madrid’s indefatigable full-back. Архів оригіналу за 21 квітня 2008. Процитовано 20 березня 2011.
20. ↑  Carlos’ Signing Ceremony
21. ↑  Fenerbahce´s Carlos set to miss rest of season (англ.)
22. ↑  Алекс і Роберто Карлос продовжили контракти з «Фенербахче» [Архівовано 22 січня 2009 у Wayback Machine.] (рос.)
23. ↑  CorinthiansCorinthians 2x1Santo AndréSanto André
24. ↑  Gol Roberto Carlos — Corinthians x Santo André 14/03/2010[недоступне посилання з червня 2019]
25. ↑  Роберто Карлос забил гол прямым ударом с углового. Процитовано 31 травня 2018.
26. ↑  Роберто Карлос: "Мной интересуется "Рома" (рос.). Процитовано 31 травня 2018.
27. ↑  Roberto Carlos acerta contrato de dois anos com time russo. globoesporte.com. Процитовано 31 травня 2018.
28. ↑  Тяпков, Михаил. Р. Карлос: было 3 варианта – Неймар, Месси и Это'О. Архів оригіналу за 6 листопада 2011. Процитовано 31 травня 2018.
29. ↑  "Анжі" підписав контракт з Роберто Карлосом. Официальный сайт ФК "Анжи" (Махачкала). 16 лютого 2011. Архів оригіналу за 4 червня 2012. Процитовано 16 лютого 2011. (рос.)
30. ↑  Махачкала озолотить Роберто Карлоса. Газета.Ru. 12 лютого 2011. Архів оригіналу за 4 червня 2012. Процитовано 12 лютого 2011. (рос.)
31. ↑  Кубок России: Анжи - Зенит - 2:3. Чемпионат.ру. 1.03.2011. Архів оригіналу за 4 березня 2011. Процитовано 1 березня 2011.
32. ↑  Оступились в кубке. Официальный сайт ФК "Анжи" (Махачкала). 1 березня 2011. Архів оригіналу за 26 червня 2012. Процитовано 1 березня 2011.
33. ↑  Роберто Карлос — новый капитан «Анжи»
34. ↑  Самарские болельщики бросили в Роберто Карлоса банан. Процитовано 31 травня 2018.
35. ↑  Арбитр матча Каюмов: Уходя с поля, Карлос плакал. www.sovsport.ru (рос.). Архів оригіналу за 25 серпня 2017. Процитовано 31 травня 2018.
36. ↑  Online, БИЗНЕС. Член исполкома РФС извинился за инцидент перед Роберто Карлосом и жителями Татарстана за осквернение фанатами «Волги» гимна республики. БИЗНЕС Online (рос.). Процитовано 31 травня 2018.
37. ↑  Brazil — Record International Players
38. ↑  Роберто Карлос хочет в ЮАР. Eurosport. 12 квітня 2010. Процитовано 31 травня 2018.
39. ↑  Роберто Карлос хочет играть за сборную. СПОРТ.UA (рос.). Процитовано 31 травня 2018.
40. ↑  Роберто Карлос едет. Eurosport. 17 лютого 2011. Процитовано 31 травня 2018.
41. ↑  Роберто Карлос стал тренером Сивасспора. football.ua. 3 червня 2013.
42. ↑  Роберто Карлос покинул пост главного тренера «Сивасспора». championat.com. 21 грудня 2014.
43. ↑  Роберто Карлос возглавил турецкий клуб «Акхисар Беледиеспор». ua.tribuna.com. 3 января 2015.
44. ↑  ISL 2015: Roberto Carlos will not return, Zico likely to follow suit. The Indian Express (амер.). 11 грудня 2015. Процитовано 31 травня 2018.
45. ↑  Nike Biz : Media : Press Release : 2006 : Nike and Maven Networks Int…. archive.is. 30 січня 2013. Архів оригіналу за 30 січня 2013. Процитовано 31 травня 2018.
46. ↑  Bose, Mihir (11 квітня 2002). Millions riding on injured England captain mean he is still a crock of gold (брит.). ISSN 0307-1235. Процитовано 31 травня 2018.
47. ↑  ESPN.com Soccernet FIFA 2003 release date announced. www.espnfc.com. Процитовано 31 травня 2018.
48. ↑  FIFA 15 Player Ratings - FIFA Ultimate Team Legends. EA SPORTS (амер.). Процитовано 31 травня 2018.
49. ↑  Porter, Matt (9 грудня 2015). Legends Coming to myClub in PES 2016. IGN (амер.). Процитовано 31 травня 2018.
50. ↑  Tataraneto do patrono do Grêmio é dono de clube de futebol nos Estados Unidos: O Miami Dade FC | Dupla Explosiva. wp.clicrbs.com.br (pt-BR) . Архів оригіналу за 15 лютого 2016. Процитовано 31 травня 2018.
51. ↑  Brazilian Legend Roberto Carlos to Represent Morocco’s 2026 World Cup Bid. Morocco World News (амер.). 13 квітня 2018. Процитовано 31 травня 2018.
52. ↑  Roberto Carlos e Seedorf se associam para formar equipe espanhola de 125 cc (порт.) . UOL. 12 лютого 2005. Архів оригіналу за 12 липня 2013. Процитовано 21 червня 2013.
53. ↑  Переможці «Golden Foot» [Архівовано 29 травня 2009 у Wayback Machine.] (англ.)